# IC 3623
IC 3623 је елиптична галаксија у сазвјежђу Береникина коса која се налази на листи објеката дубоког неба у Индекс каталогу.
Деклинација објекта је + 27° 6' 10" а ректасцензија 12h 39m 27,6s. Привидна величина (магнитуда) објекта IC 3623 износи 14,0 а фотографска магнитуда 15,0. IC 3623 је још познат и под ознакама MCG 5-30-50, CGCG 159-46, NPM1G +27.0372, PGC 42353.